# Serge Feist
Serge Feist (ur. 3 września 1944) – francuski judoka.
Zajął piąte miejsce na mistrzostwach świata w 1967 i 1969; uczestnik zawodów w 1971. Zdobył dziesięć medali mistrzostw Europy w latach 1965 - 1970, w tym sześć w drużynie. Mistrz Europy juniorów w 1965. Mistrz Francji w 1966, 1967, 1969 i 1970 roku.